# Trivalvaria rubra
Trivalvaria rubra là loài thực vật có hoa thuộc họ Na. Loài này được  mô tả khoa học đầu tiên năm 2018.

## Từ nguyên
Tên gọi rubra bắt nguồn từ màu hoa đỏ của nó.

## Phân bố và môi trường sống
Loài này có tại bang Kachin ở miền bắc Myanmar.
Nó sinh sống trong tầng dưới tán trong các khu rừng dầu (Dipterocarpaceae) nhiệt đới, với các loài chi phối như Shorea assamica, Dysoxylum mollissimum, Aglaia elaeagnoidea, Garcinia spp., Goniothalamus peduncularis, Antidesma spp., cây bụi như Hymenandra wallichii, Ardisia sp., Zingiber sp., ở cao độ 600–900 m.

## Đặc điểm
Cây bụi cao tới 1,2 m. Cành non có lông tơ từ dày đến rất thưa, cành già nhẵn nhụi đến có lông tơ. Lá gần giống da, phía trên nhẵn nhụi, phía dưới lông tơ thưa thớt, hình trứng ngược đến hình elip hẹp hoặc thuôn dài-mũi mác, 13,5-27,5 × 4,2-10,5 cm, đáy hình nêm đến tù, đỉnh mảnh đi đến nhọn hay rất nhọn, đôi khi rộng đầu, gân giữa chìm ở mặt trên, nổi rõ ở mặt dưới, lông tơ thưa thớt, các gân bên 9-11 đôi, mặt trên khác biệt khó thấy, mặt dưới nổi rõ, các gân nhỏ hơn hơi nổi bên dưới. Cuống lá dài 5–10 mm, dày 2–3 mm, có lông tơ đến nhẵn nhụi. Hoa màu hồng, gồm hoa lưỡng tính và hoa đực đường kính 2,6-2,8 cm, mọc ngoài nách lá hay trên cành già, đơn độc hoặc đôi khi thành đôi. Lá bắc 2-4, hình tam giác đến hình trứng, 3-6 × 2,5–5 mm, có lông tơ phía ngoài. Cuống hoa 2–3 mm, có lông tơ. Lá đài 3 mỗi hoa, tự do hoặc đôi khi hợp sinh ngắn, hình tam giác đến hình tam giác-hình trứng, 6-9 × 3–6 mm, có lông tơ đến lông tơ rậm bên ngoài, bên trong nhẵn nhụi, đáy tròn, đỉnh nhọn đến nhọn hoắt. Cánh hoa 6 mỗi hoa, xếp thành 2 vòng, gần bằng nhau, xếp lợp, tỏa rộng, các cánh hoa bên ngoài hình mũi mác, hoặc hình trứng thuôn dài đến hình trứng-tam giác, 14-20 × 4–7 mm, có lông tơ đến lông tơ thưa bên ngoài, bên trong nhẵn nhụi, đáy tròn đến tù, đỉnh nhọn đến nhọn hoắt; các cánh hoa bên trong hình mũi mác hoặc thuôn dài hẹp, 17-25 × 4–6 mm, bên ngoà lông tơ thưa, bên trong nhẵn nhụi, đáy tròn đến tù, đỉnh nhọn đến nhọn hoắt. Nhị nhiều, dài khoảng 2 mm, giống hình khiên, đôi khi hình lưỡi ở vòng ngoài, nhẵn nhụi; đế hoa hình tam giác. Lá noãn từ một số đến nhiều, 15-25 mỗi hoa, bầu nhụy có lông rậm rạp, đầu nhụy hình gần cầu nhiều hay ít, có lông tơ. Cuống quả dài 3–4 mm. Đơn quả xanh lục, hồng đến đỏ, khoảng 5-10 mỗi quả, hình elipxoit hoặc thuôn dài, 15-18 × 7–10 mm, có lông tơ thưa, cuống quả 2–5 mm, vỏ quả mỏng. Hạt 1 mỗi đơn quả. Ra hoa tháng 5-6, tạo quả tháng 6-12.
T. rubra là tương tự như Trivalvaria costata về kích thước hoa và hình dạng, kích thước cánh hoa; cũng như chia sẻ sự tương đồng về hình dạng lá với Trivalvaria macrophylla; nhưng có thể phân biệt nhờ hoa màu hồng, hoa đực + lưỡng tính mỗi cây, cánh hoa tỏa rộng, cánh vòng ngoài hình mũi mác đến thuôn dài hẹp, kích thước 14–20 × 4–6 mm, cánh trong 17–25 × 4–7 mm, thuôn dài-hình trứng đến hình trứng-tam giác.